# Lythria aucta
Lythria aucta är en fjärilsart som beskrevs av Krausse 1912. Lythria aucta ingår i släktet Lythria och familjen mätare. Inga underarter finns listade i Catalogue of Life.